# 堀川駅 (福岡県)
堀川駅（ほりかわえき）は、かつて福岡県田川郡金田町（現・福智町）金田にあった、運輸省（省鉄）伊田線の貨物駅（廃駅）である。貨物支線の廃線に伴い、1945年（昭和20年）6月10日に廃駅となった。

## 歴史
- 1909年（明治42年）1月1日：開業[1]。
- 1945年（昭和20年）6月10日：貨物支線の廃線に伴い廃止、金田駅構内に併合[1]。

## 隣の駅
運輸省（省鉄）
伊田線（貨物支線）
金田駅 - （貨）堀川駅